# Toronto Raptors
Toronto Raptors este o echipă profesionistă de baschet din Toronto, Ontario, Canada. Echipa joacă în Divizia Atlantic a Conferinței de Est din NBA.
Echipa a fost fondată în 1995, iar împreună cu Vancouver Grizzlies a făcut parte din planul de expansiune al NBA în Canada. După ce echipa Grizzlies au fost mutată în Memphis, Tennessee în anul 2001, Raptors a rămas singura echipă din NBA care evoluează în Canada. Între 1995 și 1999, echipa a jucat în arena SkyDome, redenumită în 2005, Rogers Centre, iar din 1999 echipa joacă meciurile de acasă în Scotiabank Arena.

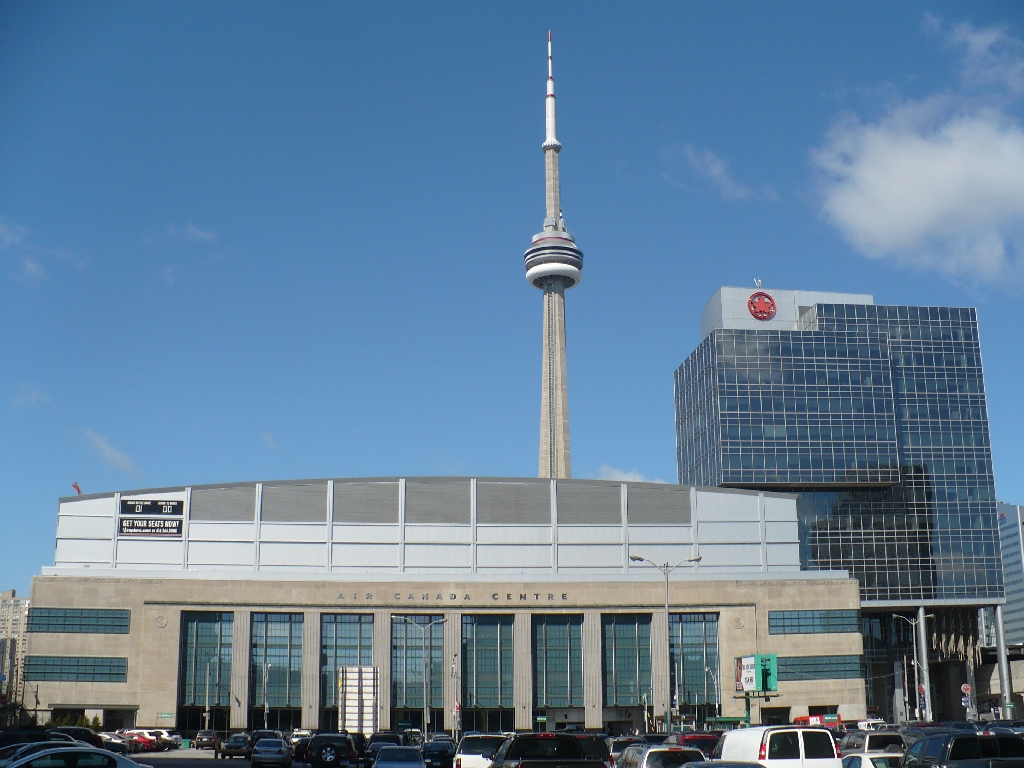
Raptors dispută meciurile de acasă la Scotiabank Arena din 1999